# Laufspiel (American Football)

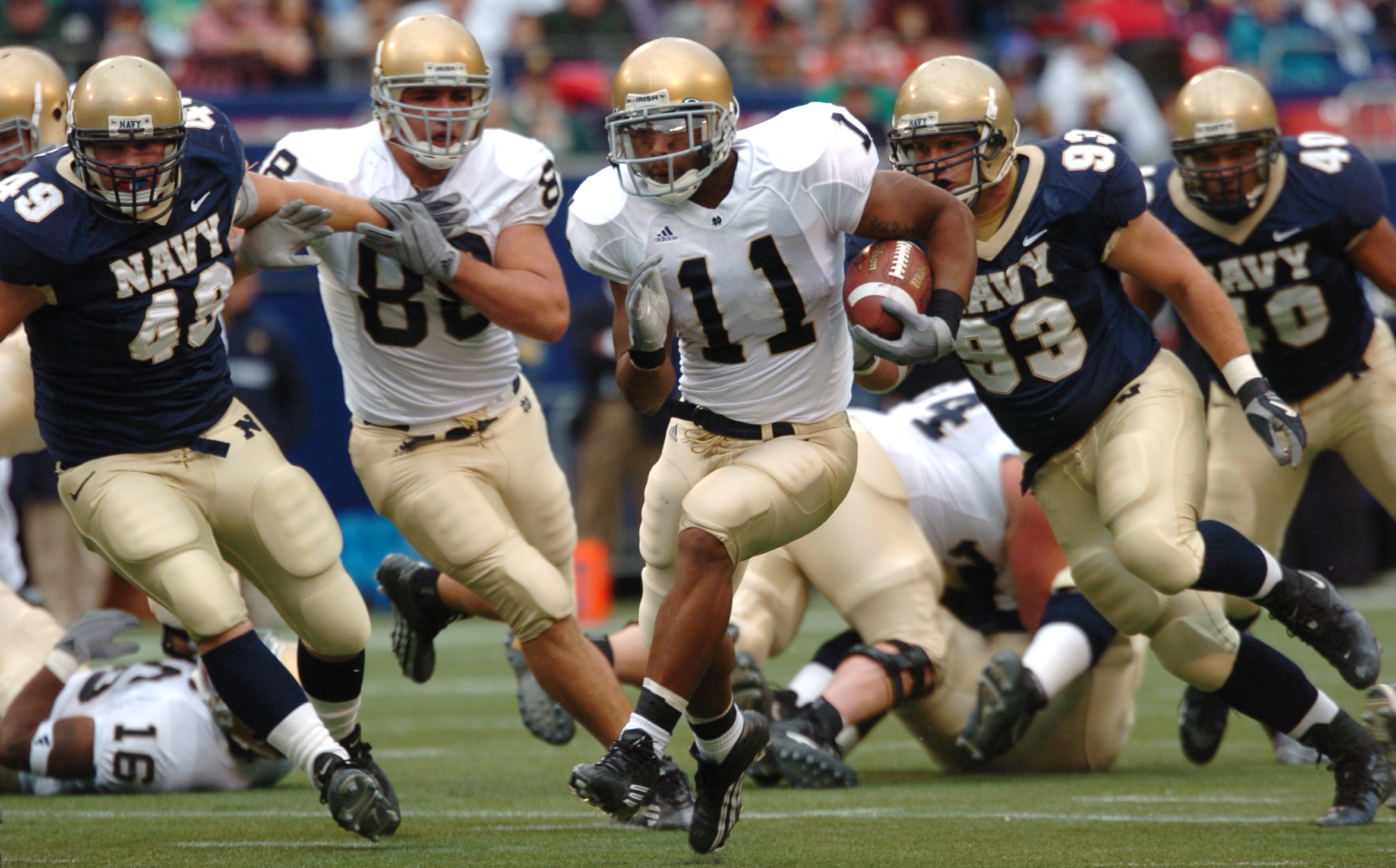
Marcus Wilson, #11 setzt zu einem Run an

Beim American Football sind die Laufspielzüge, genannt Rush oder Run, neben Passspielzügen eine von zwei Möglichkeiten für die Offense Raumgewinn zu erzielen. Dabei erfolgt nach dem Snap normalerweise eine weitere Ballübergabe zu einem Ballträger (Runningback). Dieser kann dann mit dem Ball laufen, bis er getacklet wird, aus dem Spielfeld läuft oder punktet. Dabei unterscheidet man zwischen:

## Dive
Bezeichnet einen Run, bei dem der Ballträger durch die Mitte der Formation läuft, also z. B. zwischen Center und Guard. Diese Spielzüge sind gewöhnlich schnell und einfach zu spielen und erzielen in der Regel „ein paar“ Yards Raumgewinn. Abhängig von der Stärke der Offense bzw. Defense können es aber auch deutlich mehr oder weniger sein.

## Offtackle
Bezeichnet einen Run, bei dem der Ballträger nicht geradeaus durch die Offensive Line läuft, sondern links bzw. rechts außen am letzten Spieler der Line, dem Offense Tackle, vorbeiläuft.

## Sweep/Stretch/Toss
Bezeichnet einen Run, bei dem der Ballträger weit außen an der Formation vorbeiläuft. Weil der Ballträger dabei eine große Strecke parallel zur Line of Scrimmage laufen muss und somit noch keinen Raumgewinn erzielt, wird ihm der Ball häufig vom Quarterback zugeworfen, anstatt ihn per handoff zu übergeben. Das nennt man einen pitch oder toss. Dieser spart Zeit, denn der Ballträger kann nach dem Snap sofort loslaufen und muss nicht erst auf den Quarterback warten.

## Quarterback Rush
Findet der Quarterback keine Anspielstation, kann er auch selbst mit dem Ball nach vorne laufen. Ein solcher Spielzug ist jedoch eher ungewöhnlich, da der Quarterback hier sehr oft und hart getackelt wird.